# Liverpool (Pennsilvània)
Liverpool és una població dels Estats Units a l'estat de Pennsilvània. Segons el cens del 2000 tenia 876 habitants.

## Demografia
Segons el cens del 2000, Liverpool tenia 876 habitants, 406 habitatges, i 235 famílies. La densitat de població era de 352,3 habitants/km².
Dels 406 habitatges en un 21,9% hi vivien nens de menys de 18 anys, en un 47,3% hi vivien parelles casades, en un 7,4% dones solteres, i en un 42,1% no eren unitats familiars. En el 37,7% dels habitatges hi vivien persones soles el 14,5% de les quals corresponia a persones de 65 anys o més que vivien soles. El nombre mitjà de persones vivint en cada habitatge era de 2,09 i el nombre mitjà de persones que vivien en cada família era de 2,74.
Per edats la població es repartia de la següent manera: un 19,5% tenia menys de 18 anys, un 7,8% entre 18 i 24, un 29,2% entre 25 i 44, un 23,5% de 45 a 60 i un 20% 65 anys o més.
L'edat mediana era de 40 anys. Per cada 100 dones de 18 o més anys hi havia 85 homes.
La renda mediana per habitatge era de 33.850 $ i la renda mediana per família de 43.036 $. Els homes tenien una renda mediana de 33.417 $ mentre que les dones 22.411 $. La renda per capita de la població era de 17.626 $. Entorn del 7,3% de les famílies estaven per davall del llindar de pobresa.

## Poblacions més properes
El següent diagrama mostra les poblacions més properes.